# Liste der FFH-Gebiete in der Autonomen Gemeinschaft Murcia

Flagge von Murcia

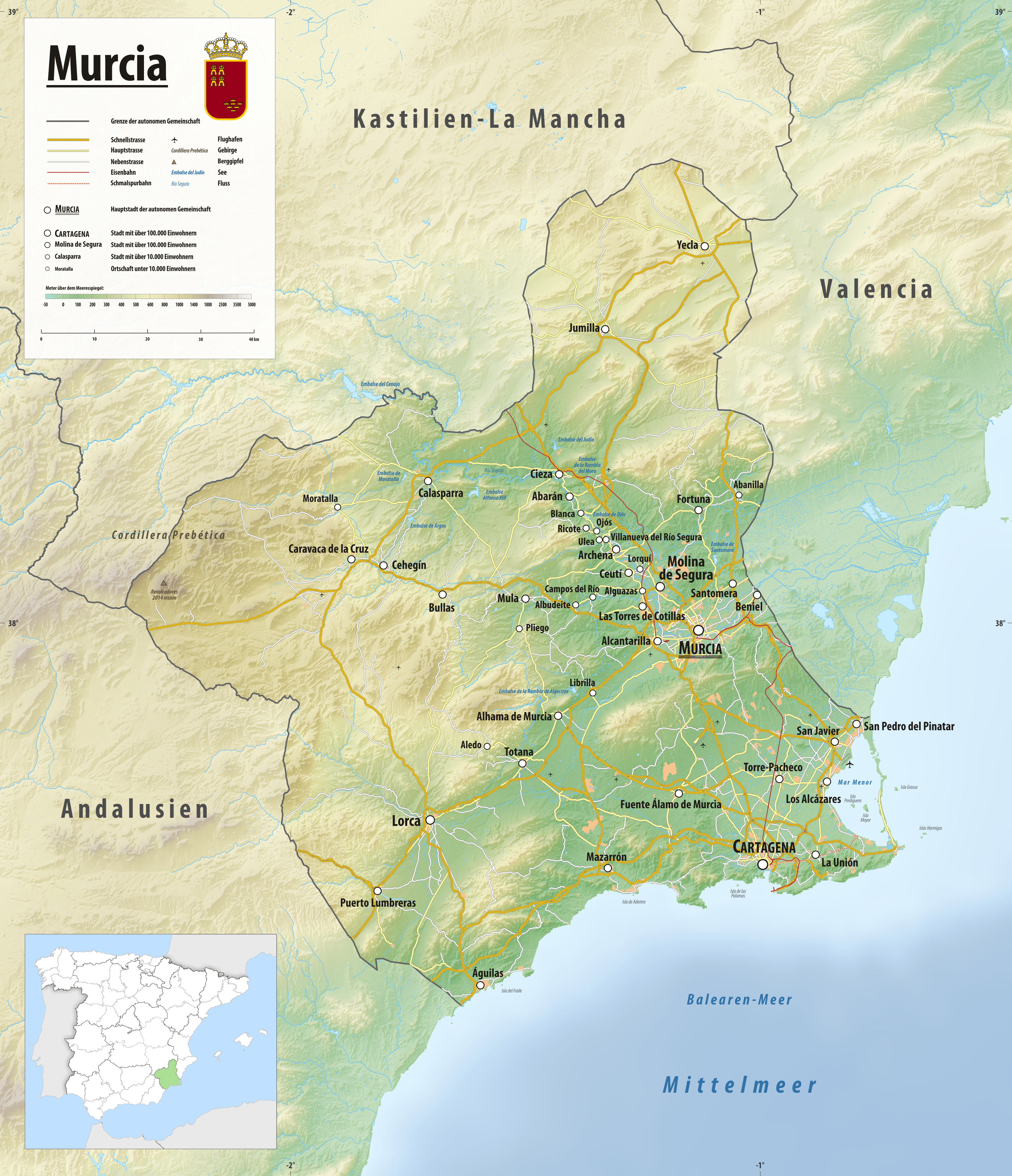
Karte von Murcia

Diese sortierbare Liste führt die Fauna-Flora-Habitat-Gebiete in der zu Spanien gehörenden autonomen Gemeinschaft Murcia. Die Gebiete gehören zum europäischen Schutzgebietsnetz Natura 2000.

## Hinweise zu den Angaben in der Tabelle
- Gebietsname: Amtliche Bezeichnung des Schutzgebiets
- Bild/Commons: Bild und Link zu weiteren Bildern aus dem Schutzgebiet
- WDPA-ID: Link zum Schutzgebiet in der World Database on Protected Areas
- EEA-ID: Link zum Schutzgebiet in der Datenbank der European Environment Agency (EEA)
- Lage: Geografischer Standort
- Fläche: Gesamtfläche des Schutzgebiets in Hektar
- Bemerkungen: Besonderheiten und Anmerkungen

Bis auf die Spalte Lage sind alle Spalten sortierbar.

## Tabelle
| Gebietsname                                                | Bild/Commons | WDPA-ID | EEA-ID    | Lage | Fläche ha | Bemerkungen                                                                      |
| ---------------------------------------------------------- | ------------ | ------- | --------- | ---- | --------- | -------------------------------------------------------------------------------- |
| Sierra Espuña                                              |              |         | ES0000173 | ⊙    | 17.693,0  |                                                                                  |
| Salinas y Arenales de San Pedro del Pinatar                |              |         | ES0000175 | ⊙    | 828,9     |                                                                                  |
| Calblanque, Monte de las Cenizas y Peña del Águila         |              |         | ES6200001 | ⊙    | 2.849,7   |                                                                                  |
| Carrascoy y El Valle                                       |              |         | ES6200002 | ⊙    | 11.833,3  |                                                                                  |
| Sierra de La Pila                                          |              |         | ES6200003 | ⊙    | 8.851,1   |                                                                                  |
| Sierras y Vega Alta del Segura y Ríos Alhárabe y Moratalla |              |         | ES6200004 | ⊙    | 11.026,8  | inklusive Río Alhárabe                                                           |
| Humedal del Ajauque y Rambla Salada                        |              |         | ES6200005 | ⊙    | 895,6     |                                                                                  |
| Espacios Abiertos e Islas del Mar Menor                    |              |         | ES6200006 | ⊙    | 1.247,7   | inklusive La marina del Carmolí, Isla Mayor, Isla Perdiguera und Isla del Ciervo |
| Islas e Islotes del Litoral Mediterráneo                   |              |         | ES6200007 | ⊙    | 39,5      |                                                                                  |
| Sierra Salinas                                             |              |         | ES6200008 | ⊙    | 1.337,8   |                                                                                  |
| Sierra de El Carche                                        |              |         | ES6200009 | ⊙    | 5.869,1   |                                                                                  |
| Cuatro Calas                                               |              |         | ES6200010 | ⊙    | 171,9     |                                                                                  |
| Sierra de las Moreras                                      |              |         | ES6200011 | ⊙    | 2.504,2   |                                                                                  |
| Calnegre                                                   |              |         | ES6200012 | ⊙    | 780,9     |                                                                                  |
| Cabezo Gordo                                               |              |         | ES6200013 | ⊙    | 229,5     | inklusive der Höhle Sima de las Palomas                                          |
| Saladares del Guadalentín                                  |              |         | ES6200014 | ⊙    | 2.047,7   |                                                                                  |
| La Muela y Cabo Tiñoso                                     |              |         | ES6200015 | ⊙    | 7.886,1   |                                                                                  |
| Revolcadores                                               |              |         | ES6200016 | ⊙    | 3.481,3   |                                                                                  |
| Sierra de Villafuerte                                      |              |         | ES6200017 | ⊙    | 6.622,1   |                                                                                  |
| Sierra de la Muela                                         |              |         | ES6200018 | ⊙    | 10.903,9  |                                                                                  |
| Sierra del Gavilán                                         |              |         | ES6200019 | ⊙    | 4.085,5   |                                                                                  |
| Casa Alta-Salinas                                          |              |         | ES6200020 | ⊙    | 3.769,2   |                                                                                  |
| Sierra de Lavia                                            |              |         | ES6200021 | ⊙    | 2.187,6   |                                                                                  |
| Sierra del Gigante                                         |              |         | ES6200022 | ⊙    | 3.748,3   | zum Teil bereits in Andalusien                                                   |
| Sierra de la Tercia                                        |              |         | ES6200023 | ⊙    | 5.038,2   |                                                                                  |
| Cabezo de Roldán                                           |              |         | ES6200024 | ⊙    | 1.269,3   |                                                                                  |
| Sierra de la Fausilla                                      |              |         | ES6200025 | ⊙    | 869,4     |                                                                                  |
| Sierra de Ricote-La Navela                                 |              |         | ES6200026 | ⊙    | 7.743,1   |                                                                                  |
| Sierra de Abanilla                                         |              |         | ES6200027 | ⊙    | 990,9     |                                                                                  |
| Río Chícamo                                                |              |         | ES6200028 | ⊙    | 551,7     |                                                                                  |
| Franja Litoral Sumergida de la Región de Murcia            |              |         | ES6200029 | ⊙    | 13.684,1  |                                                                                  |
| Mar Menor                                                  |              |         | ES6200030 | ⊙    | 13.582,7  |                                                                                  |
| Cabo Cope                                                  |              |         | ES6200031 | ⊙    | 240,1     |                                                                                  |
| Minas de la Celia                                          |              |         | ES6200032 | ⊙    | 2,1       |                                                                                  |
| Cueva de las Yeseras                                       |              |         | ES6200033 | ⊙    | 1,2       |                                                                                  |
| Lomas del Buitre y Río Luchena                             |              |         | ES6200034 | ⊙    | 4.130,6   | inklusive Río Luchena                                                            |
| Sierra de Almenara                                         |              |         | ES6200035 | ⊙    | 19.414,9  |                                                                                  |
| Sierra del Buey                                            |              |         | ES6200036 | ⊙    | 3.811,0   |                                                                                  |
| Sierra del Serral                                          |              |         | ES6200037 | ⊙    | 1.039,7   |                                                                                  |
| Cuerda de la Serrata                                       |              |         | ES6200038 | ⊙    | 1.128,7   |                                                                                  |
| Cabezo de la Jara y Rambla de Nogalte                      |              |         | ES6200039 | ⊙    | 1.376,8   | inklusive Rambla de Nogalte                                                      |
| Cabezos del Pericón                                        |              |         | ES6200040 | ⊙    | 494,0     |                                                                                  |
| Rambla de la Rogativa                                      |              |         | ES6200041 | ⊙    | 294,5     |                                                                                  |
| Yesos de Ulea                                              |              |         | ES6200042 | ⊙    | 802,6     |                                                                                  |
| Río Quípar                                                 |              |         | ES6200043 | ⊙    | 663,3     |                                                                                  |
| Sierra de los Victorias                                    |              |         | ES6200044 | ⊙    | 208,8     |                                                                                  |
| Ríos Mula y Pliego                                         |              |         | ES6200045 | ⊙    | 829,7     |                                                                                  |
| Sierra de Enmedio                                          |              |         | ES6200046 | ⊙    | 2.285,5   |                                                                                  |
| Sierra de la Torrecilla                                    |              |         | ES6200047 | ⊙    | 3.557,3   |                                                                                  |
| Valles submarinos del Escarpe de Mazarrón                  |              |         | ES6200048 | ⊙    | 154.081,7 |                                                                                  |